# IC 4969
IC 4969 ist eine Spiralgalaxie vom Hubble-Typ Sa im Sternbild Telescopium am Südsternhimmel. Sie ist schätzungsweise 252 Millionen Lichtjahre von der Milchstraße entfernt und hat einen Durchmesser von etwa 50.000 Lichtjahren.

Das Objekt wurde am 31. August 1904 von Royal Harwood Frost entdeckt.